# Mucuna
Mucuna Adans. è un genere di piante della famiglia delle Fabacee (o Leguminose).

## Distribuzione e habitat
Le specie di questo genere si ritrovano nelle regioni tropicali e subtropicali di America, Africa, Asia e Oceania.

## Tassonomia

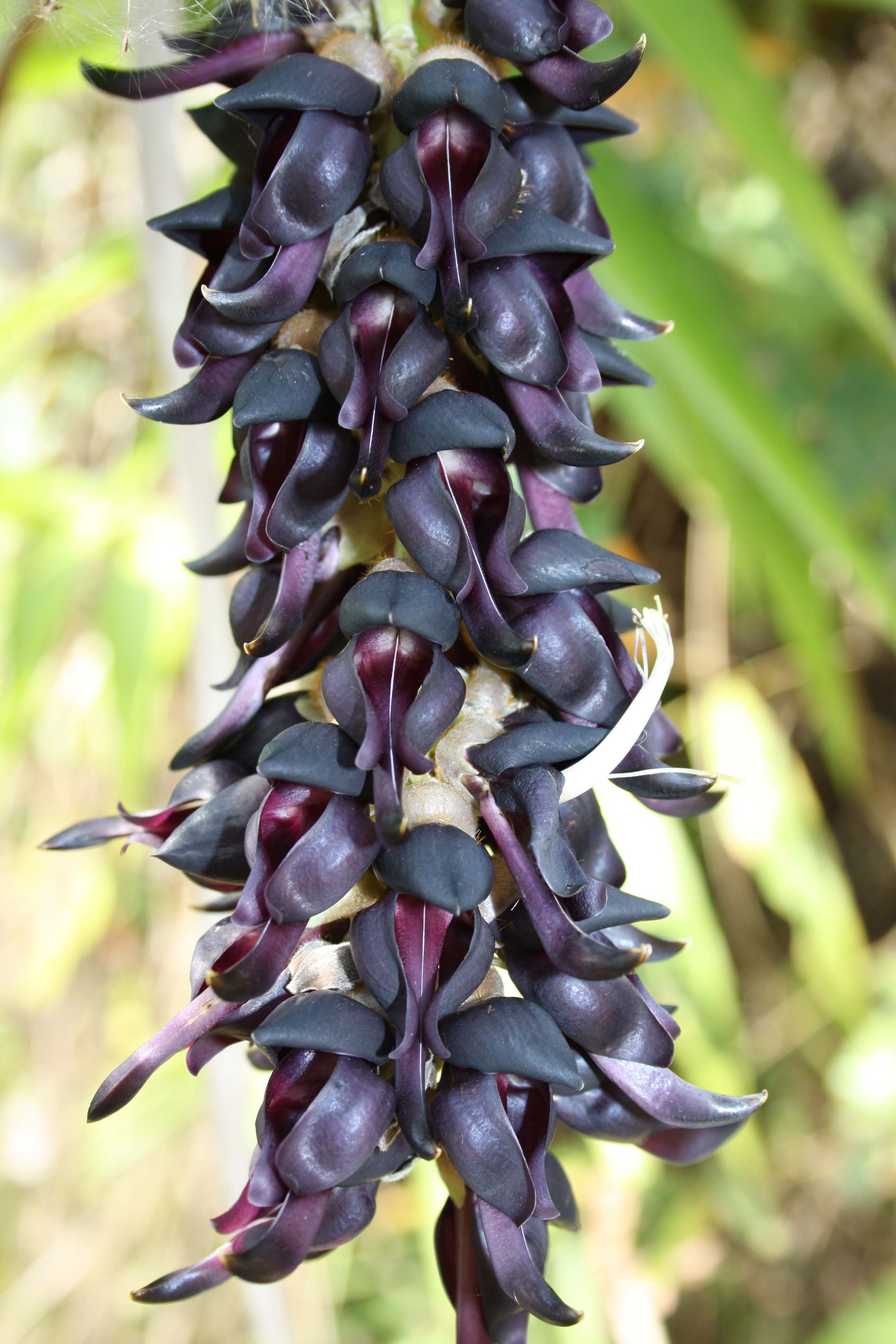
Mucuna pruriens

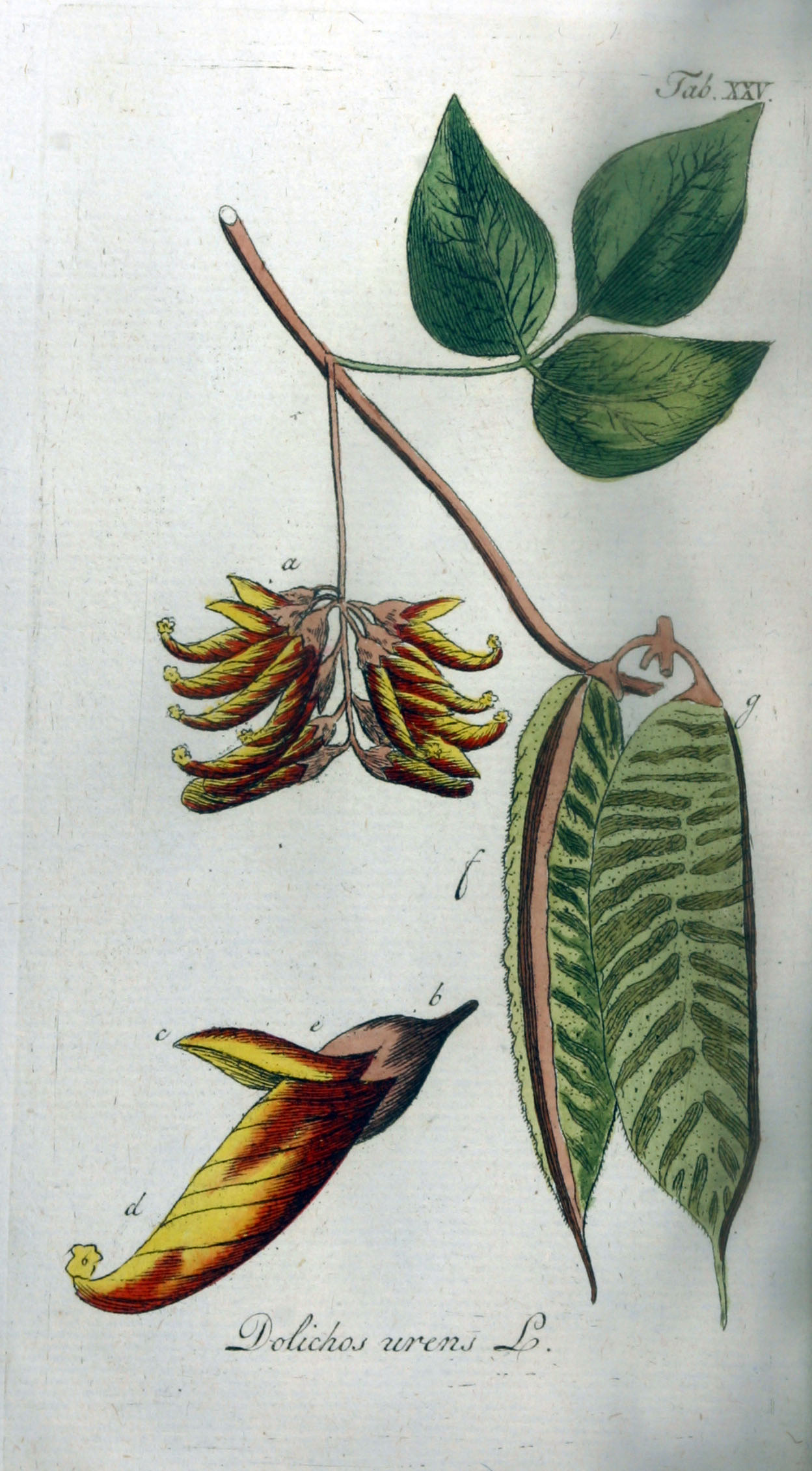
Mucuna sloanei

Mucuna urens

Il genere comprende le seguenti specie
- Mucuna acuminata Graham ex Baker
- Mucuna aimun Wiriad.
- Mucuna analuciana T.M.Moura, Mansano & A.M.G.Azevedo
- Mucuna angustifolia Adema
- Mucuna argentea T.M.Moura, G.P.Lewis & A.M.G.Azevedo
- Mucuna argyrophylla Standl.
- Mucuna atropurpurea (Roxb.) DC. ex Wight
- Mucuna aurea C.B.Rob.
- Mucuna bennettii F.Muell.
- Mucuna biplicata Teijsm. & Binn. ex Kurz
- Mucuna birdwoodiana Tutcher
- Mucuna bodinieri H.Lév.
- Mucuna brachycarpa Rech.
- Mucuna bracteata DC. ex Kurz
- Mucuna cajamarca T.M.Moura, G.P.Lewis & A.M.G.Azevedo
- Mucuna calophylla W.W.Sm.
- Mucuna canaliculata Verdc.
- Mucuna championii Benth.
- Mucuna chiapaneca M.Sousa & T.M.Moura
- Mucuna coriacea Baker
- Mucuna cuatrecasasii Hern.Cam. & C.Barbosa ex L.K.Ruíz
- Mucuna curranii Elmer
- Mucuna cyclocarpa F.P.Metcalf
- Mucuna diabolica Backer
- Mucuna diplax Wilmot-Dear
- Mucuna discolor Merr. & L.M.Perry
- Mucuna ecuatoriana T.M.Moura, G.P.Lewis, Mansano & A.M.G.Azevedo
- Mucuna elliptica DC.
- Mucuna elmeri Merr.
- Mucuna eurylamellata Adema
- Mucuna ferox Verdc.
- Mucuna flagellipes Vogel ex Hook.f.
- Mucuna gigantea (Willd.) DC.
- Mucuna glabra (Reinecke) Wilmot-Dear
- Mucuna glabrialata (Hauman) Verdc.
- Mucuna globulifera T.M.Moura, N.Zamora & A.M.G.Azevedo
- Mucuna gracilipes Craib
- Mucuna guangxiensis K.W.Jiang & Y.Feng Huang
- Mucuna hainanensis Hayata
- Mucuna havilandii Wiriad.
- Mucuna hirtipetala Wilmot-Dear & R.Sha
- Mucuna holtonii (Kuntze) Moldenke
- Mucuna hooglandii Verdc.
- Mucuna humblotii Drake
- Mucuna imbricata (Roxb. ex Lindl.) DC. ex Baker
- Mucuna incurvata Wilmot-Dear & R.Sha
- Mucuna interrupta Gagnep.
- Mucuna japira A.M.G.Azevedo, K.Agostini & Sazima
- Mucuna jarocha T.M.Moura, Mansano, Gereau & A.M.G.Azevedo
- Mucuna kabaenensis Adema
- Mucuna kawakabuti Wiriad.
- Mucuna keyensis Burck
- Mucuna killipiana Hern.Cam. & C.Barbosa
- Mucuna klitgaardiae T.M.Moura, G.P.Lewis & A.M.G.Azevedo
- Mucuna kostermansii Wiriad.
- Mucuna lamellata Wilmot-Dear
- Mucuna lamii Verdc.
- Mucuna laticifera Ingalh., N.V.Page & S.S.Gaikwad
- Mucuna longipedunculata Merr.
- Mucuna macrobotrys Hance
- Mucuna macrocarpa Wall.
- Mucuna macrophylla Miq.
- Mucuna macropoda Baker f.
- Mucuna manongarivensis Du Puy & Labat
- Mucuna melanocarpa Hochst. ex A.Rich.
- Mucuna membranacea Hayata
- Mucuna mindorensis Merr.
- Mucuna mitis (Ruiz & Pav.) DC.
- Mucuna mollis (Kunth) DC.
- Mucuna mollissima Teijsm. & Binn. ex Kurz
- Mucuna monosperma Roxb. ex Wight
- Mucuna monticola N.Zamora, T.M.Moura & A.M.G.Azevedo
- Mucuna mooneyi T.M.Moura, Gereau & G.P.Lewis
- Mucuna mutisiana (Kunth) DC.
- Mucuna neocaledonica Baker f.
- Mucuna novoguineensis Scheff.
- Mucuna occidentalis (Hepper) T.M.Moura & G.P.Lewis
- Mucuna oligoplax Niyomdham & Wilmot-Dear
- Mucuna pachycarpa Parreno ex Wilmot-Dear
- Mucuna pacifica Hosok.
- Mucuna pallida Cordem.
- Mucuna paniculata Baker
- Mucuna papuana Adema
- Mucuna persericea (Wilmot-Dear) T.M.Moura & A.M.G.Azevedo
- Mucuna pesa De Wild.
- Mucuna platyphylla A.Gray
- Mucuna platyplekta Quisumb. & Merr.
- Mucuna poggei Taub.
- Mucuna pruriens (L.) DC.
- Mucuna pseudoelliptica T.M.Moura, G.P.Lewis & A.M.G.Azevedo
- Mucuna reptans Verdc.
- Mucuna reticulata Burck
- Mucuna revoluta Wilmot-Dear
- Mucuna rostrata Benth.
- Mucuna sakapipei Wiriad.
- Mucuna samarensis Merr.
- Mucuna sanjappae Aitawade & S.R.Yadav
- Mucuna schlechteri Harms
- Mucuna sempervirens Hemsl.
- Mucuna sericophylla Perkins
- Mucuna sloanei Fawc. & Rendle
- Mucuna stanleyi C.T.White
- Mucuna stans Welw. ex Baker
- Mucuna stenoplax Wilmot-Dear
- Mucuna subumbellata Wilmot-Dear
- Mucuna sumbawaensis Wiriad.
- Mucuna tapantiana N.Zamora & T.M.Moura
- Mucuna thailandica Niyomdham & Wilmot-Dear
- Mucuna tomentosa K.Schum.
- Mucuna toppingii Merr.
- Mucuna urens (L.) Medik.
- Mucuna verdcourtii Wiriad.
- Mucuna warburgii K.Schum. & Lauterb.
- Mucuna yadaviana S.S.Gaikwad, Lawand & Gurav

## Aspetti medici
Alcune specie come Mucuna urens e Mucuna pruriens, possono causare irritazioni alla pelle.

## Usi
Alcune specie vengono utilizzate come piante ornamentali.